# 10274 Larryevans
10274 Larryevans este o planetă minoră (asteroid), cu un diametru de 6,021 km, din centura de asteroizi. A fost descoperită pe 1 martie 1981 la Observatorul Siding Spring de Schelte J. Bus. 
Obiectul prezintă o orbită caracterizată de o semiaxă mare de 2,7472074 UAi, o excentricitate de 0,07, o înclinație de 15,75223 ° în raport cu ecliptica.